# Poldavia
Poldavia (Poldévie o Poldavie en francés) es el nombre de un país imaginario, utilizado con el propósito de hacer referencia a una nación que en determinados contextos se puede intentar hacer pasar de forma engañosa por real. Tiene una especial relación con la cultura francesa, donde el término tiene su origen histórico.

## Origen
Pese a que existen referencias a que el nombre de Poldavia pudo tener un origen anterior, relacionado con las actividades picarescas desarrolladas en el París de principios del siglo XX por inmigrantes del este de Europa, el embrollo político que dio carta de naturaleza al nombre de este país imaginario tuvo su inicio en un fraude ideado por Alain Mellet, que comenzó el 18 de marzo de 1929, con el envío del duplicado de una carta a los miembros de la izquierda del Parlamento de Francia, en la que se les solicitaba ayuda en nombre del supuesto "pueblo oprimido de Poldavia". 
Allain Mellet era un periodista del diario conservador La Acción Francesa, periódico ligado al político Charles Maurras y a su partido, Action française. Poco tiempo antes de enviar la carta, los diputados de la izquierda votaron a favor de una ley que se oponía a las organizaciones misioneras, y el propósito de Mellet era poner en ridículo a los diputados republicanos de izquierdas, evidenciando su posible interés solidario por el caso inventado de un pueblo oprimido, y su desprecio por lo que consideraba la acción real de las misiones. El propio Mellet reconoció que de haber enviado una carta similar convenientemente orientada a los diputados conservadores, el resultado hubiera sido el mismo.
A su primera carta solicitando ayuda (llena de detalles realistas, como una gramática francesa deliberadamente incorrecta; y con nombres inventados de sesgo humorístico intercalados en el texto, que hacían veladas referencias a su verdadero origen, como por ejemplo la herejía moracica ("maurassic"), en clara alusión a Maurras) solo contestaron cuatro diputados.
Visto el escaso resultado de la primera misiva, Mellet y sus colaboradores decidieron enviar una segunda carta todavía más conmovedora quince días después. En esta ocasión, contestaron cinco diputados, pero algunos otros solicitaron documentación. En respuesta a esta solicitud de documentación, Mellet respondió diez días después, cuando ya empezaron a aparecer los primeros artículos sobre el caso en el diario La Acción Francesa. Se enviaron otras ocho cartas.
Descubierto el engaño por los secretarios de algunos de estos diputados, la prensa aireó el caso, evidenciando la estupidez de los políticos que habían dado credibilidad a las cartas del supuesto país de Poldavia. El caso fue documentado por el propio Mallet en un libro prologado por René Benjamin, titulado Inteligencia y Parlamento. El caso Poldavo.

## Otras alusiones
- El grupo de matemáticos fundado en Francia en la década de 1930 con el nombre de Nicolas Bourbaki (un personaje imaginario que se creó en velado tono humorístico para difuminar la actuación personal de los distintos miembros del grupo), según la imaginativa biografía desarrollada por los matemáticos, tenía su origen en Poldavia.[3][4]
- En la aventura de Tintín titulada El Loto Azul (originalmente publicada en 1934), aparece el embajador de Poldavia, que es confundido con Tintín.[5][6]